# (4310) Strömholm
(4310) Strömholm est un astéroïde de la ceinture principale.

## Description
(4310) Strömholm est un astéroïde de la ceinture principale. Il fut découvert le 2 septembre 1978 à La Silla par Claes-Ingvar Lagerkvist. Il présente une orbite caractérisée par un demi-grand axe de 2,16 UA, une excentricité de 0,06 et une inclinaison de 3,5° par rapport à l'écliptique.

## Compléments